# Dad (Hongarije)
Dad is een plaats (község) en gemeente in het Hongaarse comitaat Komárom-Esztergom. Dad telt 1093 inwoners (2001).